# Музей архітектури і побуту «Старе село»
Музе́й архітекту́ри і по́буту «Старе́ Село́» — скансен у селі Колочава Хустського району Закарпатської області. Відкритий 14 червня 2007 року. На території музею відтворено село стародавньої Верховини із колочавських експонатів, які ознайомлюють із 300-річною історією побуту місцевих жителів.

## Архітектурний комплекс
Нині музейний комплекс «Старе Село Колочава» налічує майже два десятки будівель та допоміжних господарських споруд. 

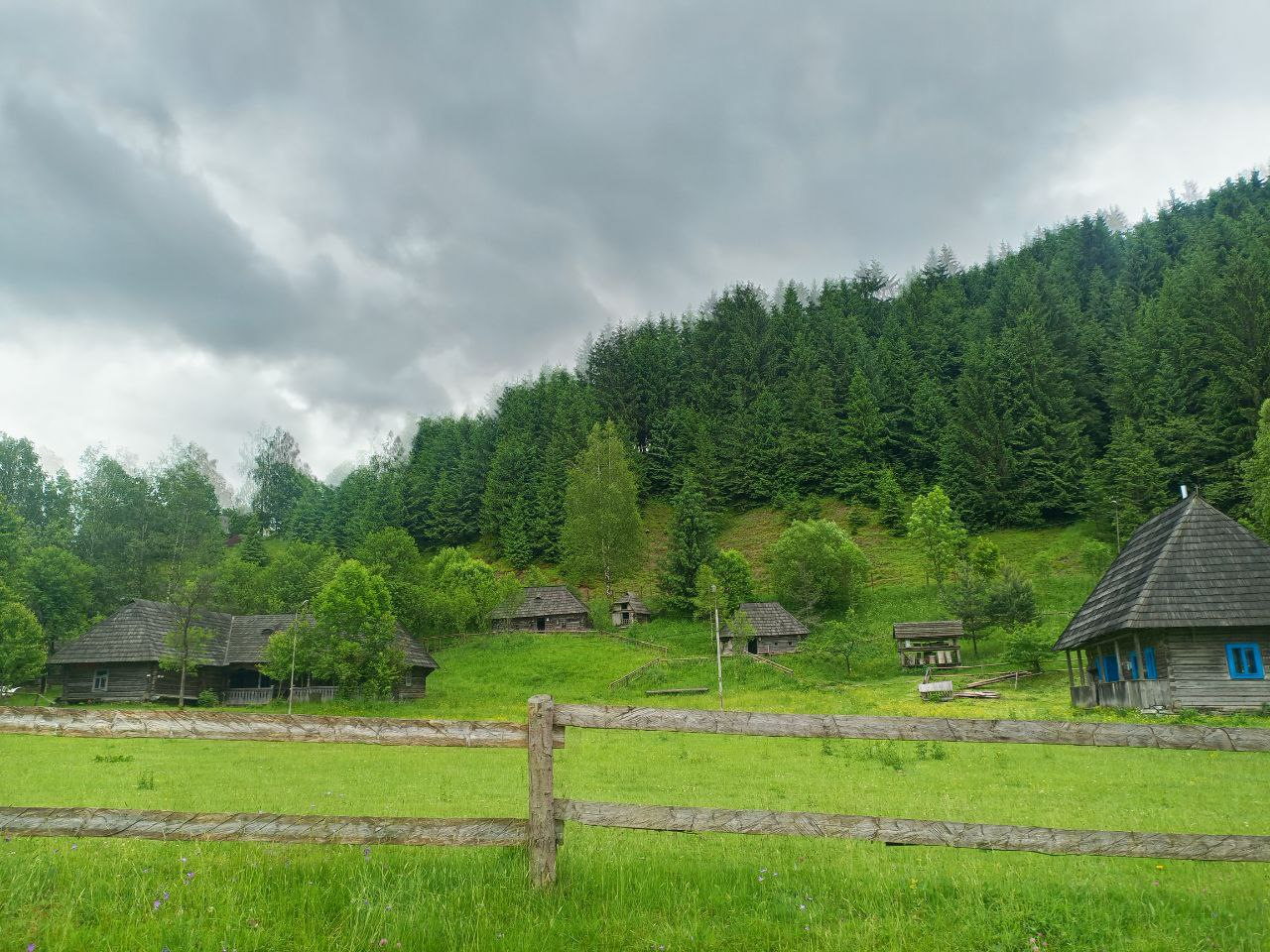
Музей Старе Село

У скансені представлені пам'ятки культури різних часів та різних верств населення як за соціальним статусом (бідняки, середняки), так і за родом діяльності (вівчарі, лісоруби, мірошники, швеці). 
Він є одним із найбільших музеїв архітектури та побуту в Закарпатті, де представлена аутентична збірка етнографічних експонатів. Вам будуть доступні тематичні екскурсії, під час яких ви дізнаєтеся багато цікавого про традиції, звичаї та побут колишніх мешканців села.

## Відзнаки
У 2009 році музейний комплекс «Старе Село» був визнаний найкращим і отримав перше місце у номінації «Традиції та звичаї моєї малої Батьківщини» на Всеукраїнському конкурсі громадських музеїв.

## Цікаві факти
- Поруч зі скансеном розташований музей «Колочавська вузькоколійка».
- На території музею розташована Долина крокусів[2][3]. Тут у березні/квітні розквітають сотні рідкісних рослин — Шафран (крокус) Гейфеля.